# Otto-Erich Lund
Otto-Erich Lund (ur. 19 sierpnia 1925 w Hanowerze, zm. 4 maja 2019) – niemiecki okulista, profesor. Wieloletni szef kliniki okulistyki Uniwersytetu Ludwika i Maksymiliana w Monachium (1968–1993).

## Życiorys
Na Uniwersytecie w Bonn uzyskał doktorat (1953) oraz habilitował się (1962) u prof. Hansa-Karla Müllera. W 1964 przeniósł się do kliniki okulistycznej w Essen. W 1968 został powołany na szefa kliniki okulistyki Uniwersytetu Ludwika i Maksymiliana w Monachium (zastąpił prof. Wilhelma Rohrschneidera), gdzie pracował przez 25 lat (do 1993). Kierowanie monachijską kliniką przejął po nim jego uczeń Anselm Kampik.
Był członkiem zwyczajnym Bawarskiej Akademii Nauk (Bayerische Akademie der Wissenschaften) oraz Niemieckiej Akademii Przyrodników Leopoldina. W ramach Niemieckiego Towarzystwa Okulistycznego (Deutsche Ophthalmologische Gesellschaft) pełnił funkcję prezesa w kadencji 1981–1982 oraz pierwszego sekretarza generalnego (1996–1998).
Autor i współautor licznych artykułów publikowanych w wiodących recenzowanych czasopismach okulistycznych, m.in. w „Klinische Monatsblätter für Augenheilkunde", „American Journal of Ophthalmology", „Investigative Ophthalmology & Visual Science", „Fortschritte der Ophthalmologie", „British Journal of Ophthalmology" oraz „Graefe's Archive for Clinical and Experimental Ophthalmology".
W uznaniu zasług otrzymał tytuł honorowego członka Niemieckiego Towarzystwa Okulistycznego (1994) oraz honorowego prezesa Niemieckiego Towarzystwa Chirurgii Okulistycznej. Był także odznaczony orderem Niemieckiego Czerwonego Krzyża.
Był żonaty z Berti Lund, z domu Jacobi. Zmarł 4 maja 2019 roku w wieku 93 lat.
W artykule tygodnika „Der Spiegel" z 1985 roku O.-E. Lund był wzmiankowany jako „papież wśród chirurgów oka" (Papst unter den Augenchirurgen).